# Super League Darts
Die Super League Darts (auch Super League Darts Germany oder German Super League) ist ein jährlich von der PDC Europe veranstalteter Darts-Wettbewerb. Der Sieger qualifiziert sich für die PDC World Darts Championship. Bis 2023 waren nur deutsche Spieler startberechtigt. Seit 2024 dürfen die Teilnehmer auch aus Österreich, der Schweiz, Liechtenstein oder Luxemburg kommen.
Aktuelle Rekordsieger sind Nico Kurz und Dragutin Horvat mit jeweils 2 Titeln.

## Allgemeines
Die Super League Darts wurde im Jahr 2013 ins Leben gerufen, um einen deutschen Teilnehmer an der PDC World Professional Darts Championship zu ermitteln. Bis zum Jahr 2012 wurde ein deutscher Teilnehmer durch diverse Qualifikationsturniere ausgespielt. Neben den Möglichkeiten der regulären Qualifikation über einen Platz in den Top 32 der PDC Order of Merit oder den Top 32 der PDC Pro Tour Order of Merit (Top 16 bis einschließlich der PDC World Darts Championship 2018) erhalten somit auch deutsche Dartspieler, welche nicht im Besitz einer der 128 Tour Cards sind, eine Möglichkeit, sich für die PDC World Darts Championship zu qualifizieren. Allerdings sind auch Inhaber einer Tour Card für die Super League spielberechtigt. Weiterhin werden die deutschen Teilnehmer an den German Darts Masters über die Super League ermittelt.
Die Super League Darts richtet sich damit an Spieler mit Ambitionen für eine professionelle Darts-Karriere und ist nicht mit der deutschen Meisterschaft zu verwechseln, welche ein reines Amateur-Turnier darstellt.
Seit 2024 können sich neben deutschen Spielern auch Spieler aus Österreich, Liechtenstein, Luxemburg und der Schweiz über die PDC Europe Next Gen für die Super League qualifizieren. Erstmals in der Turniergeschichte wird 2024 mit Patrick Tringler ein Spieler, der nicht aus Deutschland kommt, an den Start gehen.
Im Jahr 2018 wurde das Finale der Super League Darts erstmals im Fernsehen, auf dem Sender Sport1, übertragen. Nachdem 2019 keine Übertragung erfolgt war, wurde 2020 die gesamte Saison auf Sport1 und auf pdc.tv ausgestrahlt. 2021 gab es eine Live-Übertragung einzelner Spiele und auch 2022 wurden insgesamt 20 Stunden der Super League inklusive der Finalsession von Sport1 übertragen.

## Modus und Teilnehmer
An der Super League Darts nehmen 16 Spieler teil. Bis einschließlich der Saison 2019 galt folgender Modus: An fünf Wochenenden absolviert jeder Spieler je ein Spiel im Modus Best-of-Eleven gegen jeden anderen Spieler, so dass jeder Spieler insgesamt 75 Partien bestreitet. Die besten acht Spieler der Abschlusstabelle tragen an einem sechsten Wochenende das Finalturnier aus, dessen Sieger sich für die PDC World Darts Championship qualifiziert. Die besten 13 Spieler der Abschlusstabelle sind für die nächste Saison der Super League qualifiziert, die drei freien Startplätze werden vor der Saison in einem Qualifikationsturnier vergeben. Bis auf die Saison 2018 wurden jedoch in jeder Saison auch Wildcards an ausgewählte Spieler vergeben.
Dieser Modus war auch für die Saison 2020 geplant, wurde jedoch während der laufenden Saison geändert. Die Spieler werden nun auf zwei Gruppen mit je 8 Spielern aufgeteilt. An vier Wochenenden werden die Vorrundenspiele ausgetragen, wobei an jedem Wochenende nur eine Gruppe aktiv ist. Je Wochenende treten alle Spieler der jeweiligen Gruppe einmal gegeneinander an, sodass am Ende alle Teilnehmer 14 Spiele bestritten haben. Die besten vier Spieler der Abschlusstabellen jeder tragen an einem fünften Wochenende das Finalturnier aus, dessen Sieger sich für PDC World Darts Championship qualifiziert.
Zur Saison 2021 wurde der Modus abermals geändert. Die Teilnehmerzahl wurde auf 24 erhöht und der Austragungszeitraum auf sechs aufeinanderfolgende Tage verkürzt. In zwei Gruppenphasen werden die acht Teilnehmer der KO-Runde ermittelt, deren Sieger sich für PDC World Darts Championship qualifiziert. In der Saison 2022 kommt selbiger Modus wie im Vorjahr zum Einsatz und wird vom 7. bis 11. November ausgetragen.
Da zur Saison 2024 erstmals 30 Teilnehmer am Wettbewerb teilnahmen, wurde der Modus erneut leicht angepasst. Zunächst traten die 30 Spieler in fünf Sechsergruppen in einer Hin- und Rückrunde gegeneinander an. Die jeweils drei besten Spieler einer Gruppe und der beste Gruppenvierte qualifizierten sich schließlich für die K.-o.-Phase. Qualifiziert waren alle Spieler, welche bei der Super League Darts 2023 im Achtelfinale standen. Dazu die zehn besten noch nicht qualifizierten Spieler der Next Gen Order of Merit sowie die vier besten noch nicht qualifizierten Spieler der Next Gen Youth Order of Merit, einer gesonderten Rangliste für alle Spieler unter 24 Jahren.
Für die Saison 2025 wurden die Kriterien zur Qualifikation erneut angepasst. Das Teilnehmerfeld von 30 Spielern setzt sich aus den Ranglisten der PDC Europe Next Gen 2025 zusammen. Da Spieler mit einer Tour Card von der Teilnahme an der PDC Europe Next Gen ausgeschlossen sind, werden auch nur Spieler ohne Tour Card an der Super League teilnehmen.

## Saison-Übersicht
| Jahr | Spielort des Finale           | Sieger             | Ergebnis | Finalist         | Qualifikation für                 | Erreichte Runde                        |
| ---- | ----------------------------- | ------------------ | -------- | ---------------- | --------------------------------- | -------------------------------------- |
| 2013 | Münster                       | Andree Welge       | 10:7     | Maik Langendorf  | PDC World Darts Championship 2014 | Vorrunde (1:4 gegen Julio Barbero)     |
| 2014 | Rodgau                        | Max Hopp           | 10:8     | Sascha Stein 1   | PDC World Darts Championship 2015 | Runde 2 (1:4 gegen Michael van Gerwen) |
| 2015 | Leopoldshöhe                  | René Eidams        | 10:8     | Maik Langendorf  | PDC World Darts Championship 2016 | Runde 1 (2:3 gegen Michael van Gerwen) |
| 2016 | Darmstadt                     | Dragutin Horvat    | 10:6     | Stefan Stoyke    | PDC World Darts Championship 2017 | Runde 1 (0:3 gegen Simon Whitlock)     |
| 2017 | Darmstadt                     | Kevin Münch        | 10:3     | Dragutin Horvat  | PDC World Darts Championship 2018 | Runde 2 (1:4 gegen Toni Alcinas)       |
| 2018 | Leopoldshöhe                  | Robert Marijanović | 10:6     | Dragutin Horvat  | PDC World Darts Championship 2019 | Runde 1 (2:3 gegen Richard North)      |
| 2019 | Bielefeld                     | Nico Kurz          | 10:6     | Martin Schindler | PDC World Darts Championship 2020 | Runde 3 (2:4 gegen Luke Humphries)     |
| 2020 | Ziegelei 101, Ismaning        | Nico Kurz          | 10:9     | Dragutin Horvat  | PDC World Darts Championship 2021 | Runde 2 (1:3 gegen Gabriel Clemens)    |
| 2021 | H+ Hotel, Niedernhausen       | Martin Schindler   | 11:10    | Florian Hempel   | PDC World Darts Championship 2022 | Runde 1 (0:3 gegen Florian Hempel)     |
| 2022 | H+ Hotel, Niedernhausen       | Florian Hempel     | 10:8     | Niko Springer    | PDC World Darts Championship 2023 | Runde 2 (2:3 gegen Luke Humphries)     |
| 2023 | Bitburger Stadthalle, Bitburg | Dragutin Horvat    | 8:2      | Pascal Rupprecht | PDC World Darts Championship 2024 | Runde 1 (0:3 gegen Mike De Decker)     |
| 2024 | Halle39, Hildesheim           | Kai Gotthardt      | 8:7      | Paul Krohne      | PDC World Darts Championship 2025 | Runde 2 (1:3 gegen Stephen Bunting)    |

## Statistiken

### Häufigste Teilnahme
Spieler mit 5 oder mehr Teilnahmen an der Super League Darts (Stand: 2024):
| Rang | Name             | Erste Saison | (bisher) Letzte Saison | Anzahl |
| ---- | ---------------- | ------------ | ---------------------- | ------ |
| 1.   | Dragutin Horvat  | 2013         | 2024                   | 12     |
| 2.   | René Eidams      | 2015         | 2024                   | 10     |
| 3.   | Michael Hurtz    | 2014         | 2024                   | 9      |
| 3.   | Nico Kurz        | 2016         | 2024                   | 9      |
| 3.   | Kevin Münch      | 2013         | 2021                   | 9      |
| 3.   | Sascha Stein     | 2013         | 2021                   | 9      |
| 7.   | Manfred Bilderl  | 2016         | 2023                   | 8      |
| 7.   | Maik Langendorf  | 2013         | 2020                   | 8      |
| 7.   | Max Hopp         | 2013         | 2024                   | 8      |
| 10.  | Kai Gotthardt    | 2020         | 2024                   | 5      |
| 10.  | Daniel Klose     | 2020         | 2024                   | 5      |
| 10.  | Karsten Koch     | 2013         | 2021                   | 5      |
| 10.  | Martin Schindler | 2016         | 2021                   | 5      |

Nur Dragutin Horvat hat bisher an jeder Austragung teilgenommen.

### Nine-Darter
Bisher (Stand: 2023) wurden 7 Nine dart finishes in der Super League Darts geworfen:
| Saison | Spieltag    | Spieler         | Endergebnis | Gegner               |
| ------ | ----------- | --------------- | ----------- | -------------------- |
| 2013   | 3. Spieltag | Andree Welge    | 6 : 2       | Marc Legant          |
| 2017   | 1. Spieltag | Marvin Wehder   | 4 : 6       | Michael Hurtz        |
| 2018   | 3. Spieltag | Gabriel Clemens | 6 : 2       | Marvin Wehder        |
| 2019   | 1. Spieltag | Dragutin Horvat | 6 : 3       | Manfred Bilderl      |
| 2021   | 3. Spieltag | Florian Hempel  | 6 : 0       | Marco Obst           |
| 2022   | 1. Spieltag | Dragutin Horvat | 6 : 2       | Christopher Toonders |
| 2023   | 1. Spieltag | Niko Springer   | 6 : 2       | Manfred Bilderl      |